# HD 89736
HD 89736，又名CD-47 5790，SAO 221970、HR 4066，是一颗恒星，视星等为5.65，位于銀經278.33，銀緯7.82，其B1900.0坐标为赤經10h 16m 12s，赤緯-47° 7.82′ 47″。